# Chlorita derbetica
Chlorita derbetica är en insektsart som beskrevs av Alexander Fyodorovich Emeljanov 1977. Chlorita derbetica ingår i släktet Chlorita och familjen dvärgstritar.
Artens utbredningsområde är Mongoliet. Inga underarter finns listade i Catalogue of Life.